# Huéscar
Pour les articles homonymes, voir Huéscar (homonymie).
Huéscar est une commune espagnole de la province de Grenade, dans la communauté autonome d’Andalousie.

## Géographie
Il est situé dans la zone centre-nord de la province de Grenade, dans la zone connue sous le nom d'Altiplano de Grenade. Géographiquement, il est situé dans une position stratégique car dans l'histoire, il a été un lieu clé pour le passage de la zone orientale à l'Andalousie.

## Histoire
Entre 1809 et 1981, Huéscar est en guerre contre le Danemark en conséquence de la campagne d’Espagne napoléonienne, durant laquelle la France est soutenue par le Danemark. Cette déclaration de guerre est oubliée par les deux parties et n'a été redécouverte qu'en 1981 par un historien. Dans la foulée, le maire de Huéscar et l'ambassadeur du Danemark signent un traité de paix le 11 novembre 1981. Durant les 172 années qu'a duré cette guerre prolongée par une irrégularité diplomatique, pas un seul coup de feu n'a été tiré, et personne n'a été blessé ou tué,,.